# گازکافت
در سنگ‌شناسی تغییر یافتن سنگ‌ها و تشکیل کانی‌ها در نتیجه بیرون زدن گازهای فرّار یک گدازه داغ را گازکافت (به انگلیسی: Pneumatolysis) می‌گویند.
معمولاً بخار گرم و مایعات و فشار در تشکیل سنگ‌های معدنی واقع در مجاورت سنگ‌های آذرین تأثیر دارد.